# 金纬路站
金纬路站，原名黄纬路站，位于中国天津市河北区中山路与金纬路交叉口，是天津地铁7号线的在建车站。2021年7月22日，河北区政府回复网民留言时称，目前地铁七号线金纬路站已进入征收实质阶段。